# Asian Football Confederation
Asijská fotbalová konfederace (anglicky Asian Football Confederation známá pod zkratkou AFC) je hlavní řídící organizací asijského fotbalu, futsalu a plážového fotbalu. Je jednou ze šesti kontinentálních konfederací pod FIFA. Sdružuje 46 národních fotbalových asociací z celé Asie.
Vzhledem k ne zcela jasnému vedení hranice mezi Evropou a Asií jejími členy nejsou Turecko, Kazachstán, Ázerbájdžán, Gruzie, Arménie a Rusko, které leží větší či menší částí svého území také v Evropě, a proto se tyto asociace rozhodly, že budou členy UEFA. Izrael a Kypr navíc leží pouze v Asii, ale s Evropou je pojí historické, kulturní a politické důvody, a tak jsou také členy UEFA. Na druhou stranu se v roce 2006 stala členem AFC Austrálie, která byla do té doby členem OFC. Navíc Guam a Severní Mariany patří geograficky do Oceánie, ale obě asociace se rozhodly přiklonit se k AFC.
AFC byla založena 8. května 1954 ve filipínské Manile, kdy se dvanáctka národních asociací rozhodla pro její založení. Zakládajícími členy byli: Afghánistán, Barma, Tchaj-wan, Hongkong, Indie, Indonésie, Japonsko, Jižní Korea, Pákistán, Filipíny, Singapur a Vietnam.

## Prezidenti
| Jméno                         | Stát     | Funkční období |
| ----------------------------- | -------- | -------------- |
| Lo Man Kam                    | Hongkong | 1954           |
| Kwok Chan                     | Hongkong | 1954–1956      |
| William Sui Tak Louey         | Hongkong | 1956–1957      |
| Nam Cheong Chan               | Hongkong | 1957–1958      |
| Tunku Abdul Rahman            | Malajsie | 1958–1976      |
| Kambiz Atabay                 | Írán     | 1976–1978      |
| Hamzah Abu Samah              | Malajsie | 1978–1994      |
| Ahmad Shah                    | Malajsie | 1994–2002      |
| Mohammed Bin Hammam           | Katar    | 2002–2011      |
| Čang Ťi-lung                  | Čína     | 2011–2013      |
| Salmán bin Ibráhím al Chalífa | Bahrajn  | od 2013        |

Pozn. Do roku 1958 předsedové.

## Soutěže

### Reprezentační
Nejdůležitější reprezentační soutěží na kontinentu je Mistrovství Asie ve fotbale, které se koná každé 4 roky. AFC má na starost také kvalifikaci na MS z asijské zóny. Na MS 2014 má zóna AFC alokována 4 přímá místa a jedno místo v mezikontinentální baráži. Soutěží druhé kategorie je AFC Challenge Cup, který je určen fotbalově méně rozvinutějším zemím. Její vítěz se kvalifikuje na Mistrovství Asie. Pro mládež je organizováno Mistrovství Asie do 16, do 19 a do 22 let.
Pro ženské týmy je pořádáno Mistrovství Asie ve fotbale žen a dále mládežnické turnaje pro ženy do 19 a do 17 let.
Jednou za čtyři roky také spolupořádá fotbalové turnaje na Asijských hrách, a to od roku 1951.

### Klubové
AFC pořádá tři stupně asijských klubových soutěží. Nejprestižnější (a zároveň nejstarší) z nich je Liga mistrů AFC, která vznikla v roce 2002 sloučením Asijského poháru mistrů a Asijského poháru vítězů pohárů. Účastní se jí nejlepší týmy nejrozvinutějších lig. Druhou soutěží je Pohár AFC, který je určen pro nejlepší týmy středně rozvinutých lig. A nakonec, soutěže AFC President's Cup se účastní týmy z rozvojových lig.

## Členové AFC
AFC má 46 plných a dva přidružené členy. Všichni jsou navíc rozděleni do pěti regionálních asociací.
| ASEAN (Jihovýchodní Asie) - Austrálie - Brunej - Filipíny - Indonésie - Kambodža - Laos - Malajsie - Myanmar - Singapur - Thajsko - Vietnam - Východní Timor | EAFF (Východní Asie) - Čína - Tchaj-wan - Guam - Hongkong - Japonsko - Severní Korea - Jižní Korea - Macao - Mongolsko - Severní Mariany1 - Palau1 | WAFF (Západní Asie) - Bahrajn - Irák - Jemen - Jordánsko - Katar - Kuvajt - Libanon - Omán - Palestina - Saúdská Arábie - SAE - Sýrie | SAFF (Jižní Asie) - Bangladéš - Bhútán - Indie - Maledivy - Nepál - Pákistán - Srí Lanka CAFA (Střední Asie) - Afghánistán - Írán - Kyrgyzstán - Tádžikistán - Turkmenistán - Uzbekistán |

1 Severní Mariany a Palau jsou pouze členem EAFF. V AFC jsou pouze jako přidružení členové.

### Regionální turnaje
Kromě soutěží pořádaných centrálně AFC, každá regionální federace pořádá i vlastní soutěže.
- ASEAN: ASEAN Football Championship (dříve známé jako Tiger Cup a AFF Suzuki Cup).
- Střední a Jižní Asie:
  - Střední Asie: Oficiálně 4 země v regionu (Kyrgyzstán, Tádžikistán, Turkmenistán a Uzbekistán - Kazachstán v roce 2002 odešel do UEFA). Žádný oficiální turnaj mezi těmito zeměmi není pořádán. První turnaj šesti členů by se měl uskutečnit v roce 2023.
  - Jižní Asie: SAFF Championship.
- Východní Asie: East Asian Football Championship.
- Západní Asie: West Asian Football Federation Championship (ne všechny západoasijské země se účastní) a Gulf Cup of Nations.